# (415029) 2011 UL21
2011 يو أل 21 (ويعرف أيضًا باسم (415029) 2011 يو أل 21 وفق تسمية الكوكب الصغير) (بالإنجليزية: 2011 UL21)‏ هو كويكب ضمن حزام الكويكبات؛ وترتيبه 415029 من حيث الاكتشاف.
اكتُشف هذا الجُرم الفلكي بواسطة ماسح السماء كاتالينا في 17 أكتوبر 2011.

## وصلات خارجية
- (415029) 2011 UL21 في قاعدة بيانات مختبر الدفع النفاث لأجرام النظام الشمسي الصغيرة

- الاكتشاف · مخطط المدار ·  العناصر المدارية · المعلمات المادية

- (415029) 2011 UL21 على موقع ويكي سكاي: DSS2, SDSS, GALEX, IRAS, Hydrogen α, X-Ray, Astrophoto, Sky Map, Articles and images